# Michelle Darvill
Michelle Denise Darvill (* 21. August 1965 in Toronto) ist eine ehemalige Leichtgewichts-Ruderin, die bis 1994 international für Kanada und ab 1995 für Deutschland antrat. Sie gewann drei Weltmeistertitel in drei verschiedenen Bootsklassen.

## Sportliche Karriere
Michelle Darvill belegte bei den Weltmeisterschaften 1991 den vierten Platz im Leichtgewichts-Doppelzweier. Im Jahr darauf gewann sie zusammen mit Colleen Miller bei den Weltmeisterschaften in Montreal die Silbermedaille hinter dem deutschen Boot. 1993 trat Michelle Darvill im Leichtgewichts-Einer an und gewann den Titel bei den Weltmeisterschaften in Račice u Štětí. Ein Jahr später belegte sie den fünften Platz bei den Weltmeisterschaften 1994 in Indianapolis.
1994 nahm Michelle Darvill als Ruderin des DRC von 1884 Hannover an den deutschen Meisterschaften teil und gewann den Titel im Leichtgewichts-Einer. Im Jahr darauf wurde sie Zweite. Im Leichtgewichts-Doppelzweier siegte sie 1995 zusammen mit Ruth Kaps. Bei den Weltmeisterschaften 1995 in Tampere gewannen Darvill und Kaps die Bronzemedaille hinter den Kanadierinnen Colleen Miller und Wendy Wiebe und den Däninnen. Auch bei den Deutschen Meisterschaften 1996 siegten Michelle Darvill und Ruth Kaps. Die beiden starteten auch bei der olympischen Premiere des Leichtgewichts-Ruderns 1996 in Atlanta. Dort erreichten die beiden den achten Platz.
1997 siegte Darvill zusammen mit Angelika Brand, Valerie Viehoff und Karin Stephan bei den Deutschen Meisterschaften im Leichtgewichts-Doppelvierer. Zusammen mit Angelika Brand gewann sie auch den Titel im Leichtgewichts-Doppelzweier. Bei den Weltmeisterschaften 1997 auf dem Lac d’Aiguebelette siegten Darvill und Brand vor den Däninnen und den Rumäninnen. 1998 konnten sich Darvill und Brand nicht mehr für die Weltmeisterschaften qualifizieren, dort ruderten Claudia Blasberg und Karin Stephan und wurden Zweite.
Darvill kehrte 2000 noch einmal zurück. Maja Darmstadt, Anna Kleinz, Michelle Darvill und Karin Stephan siegten im Leichtgewichts-Doppelvierer beim Weltcup-Finale in Luzern. In dieser Bootsklasse gewannen sie dann auch bei den Weltmeisterschaften 2000 in Zagreb.